# Вернигора Сергій Дмитрович
Сергій Дмитрович Вернигора ( 27 січня 1975 р. м. Вінниця) — український поет, громадський діяч.
Двічі Людина року 2003-2004 рр. в номінації “ Митець” .

## Біографія
Народився 27 січня 1975 року в м. Вінниці.Восьмирічну освіту здобув в Переорській восьмирічній загальноосвітній школі Вінницького району.
У 1991 році закінчив 11 класів Мізяківсько — Хутірської середньої школи Вінницького району.
У 2011 році закінчив Вінницький державний педагогічний університет ім. М. Коцюбинського, інститут філології і журналістики.
20 червня 1991 року внаслідок нещасного випадку зазнав важкої травми — компресійного перелому хребта в шийному відділі С5 -С6, з пошкодженням спинного мозку, що стало причиною паралічу.
З 20.06.1991р. по 15.01.1992р. знаходився на лікуванні в 2 міській лікарні у відділенні нейрохірургії в м. Вінниці.
Починаючи з другого місяця після травми веде активну працю по відновленню здоров'я.
У 2000 році став лауреатом міжрегіонального поетичного конкурсу “Таланти Поділля”.

## Книги
- "Из воды, огня и нежности" 2002р.
- "Человек — Его Сын" 2003р.
- "Роса мудрости перше видання"2005р.
- Друге видання книги “Роса мудрости” 2007р.
- Третє видання книги “Роса мудрости” 2012р.

## Сім'я
Дружина: Вернигора Надія Іванівна
Син: Вернигора Микита Сергійович

## Громадська діяльність
У 2006 році був обраний депутатом Вінницької районної ради, головою постійної комісії з питань депутатскої діяльності, етики, гласності, діяльності рад та органів місцевого самоврядування.

## Номінації
В 2003 р. обраний Людиною року в номінації “Митець”.
В 2004 р. обраний Людиною року в номінації “Митець”.
У 2007 році Предстоятель Української Православної церкви Митрополит Київський і всієї України блаженнійший Володимир благословив книги “Человек — Его Сын» та «Роса мудрости» на видавництво і розповсюдження.